# Aderus bidenudatus
Aderus bidenudatus là một loài bọ cánh cứng trong họ Aderidae. Loài này được Pic miêu tả khoa học năm 1947.